# Brzoza (powiat szamotulski)
Brzoza – wieś w Polsce położona w województwie wielkopolskim, w powiecie szamotulskim, w gminie Duszniki.

## Położenie
Wieś sołecka, położona 25 km na południe od Szamotuł.

## Historia
Wieś pierwotnie związana była z Wielkopolską. Istnieje od drugiej połowy XIV wieku i ma metrykę średniowieczną. Po raz pierwszy odnotowana została w języku staropolskim w łacińskim dokumencie z 1387 jako „Brzosa”, 1398 „Brzoza”, 1414 „Brzosza”, 1420 „Brzesze”, 1423 „Brzeza”, 1429 „Brosza”, 1469 „Brzossza” .
Okolice miejscowości były zasiedlone jednak już wcześniej niż odnotowały to zachowane zapisy historyczne. W wyniku badań archeologicznych odkryto położone na górze glinosto-piaszczystej wczesnośredniowieczne grodzisko wyżynne typu pierścieniowatego sprzed XI w. o średnicy 72 m i wys. 2–4 m. Grodzisko leży przy wschodniej stronie drogi z Brzozy do Grzebieniska .
Miejscowość była początkowo własnością szlachecką należącą do lokalnej wielkopolskiej szlachty z rodu Brzoskich, którzy od nazwy wsi przyjęli odmiejscowe nazwisko, a później także do Górków herbu Łodzia. W 1445 leżała w powiecie poznańskim województwa poznańskiego w Koronie Królestwa Polskiego. W 1508 należała do parafii Nieproszewo obecnie to Niepruszewo.
W latach 1397-1398 Mścigniew z żoną Wincencją z Brodziszewa zapowiedzieli Grodziszczko wraz z pożytkami i drogami pani Brzeskiej oraz mieszkańcom wsi Brzoza. W latach 1402-1403 Wincenty Kotka toczył spór sądowy z Wacławem, Janem i Gardzinką z Brzozy, swymi krewnymi o połowy wsi, dworu i folwarku w Brzozie. W 1410 Piotrek i Jakusz z Radwankowa, Jan Brzoski i Wyszek z Nieproszewa oraz Mikołaj Odoj z Więckowic toczyli spór o ryby z jeziora. W 1412 Pakosz Łaskawski i Gardzina z Brzozy dochodzili swoich praw do Biezdrowska jak dawniej nazywano Biezdrowo. W 1412 Gardzinka z Brzozy miała złożyć przysięgę, jaką sumę ma na połowie wsi Brzoza.
W latach 1422-1424 Mirosław kanonik poznański jako posiadacz wsi należącej do kapituły poznańskiej Lisówki toczył spór sądowy z Gardziną z Brzozy dowodząc, że jego ludzie nie pogłębili rowu w Cieślach i że nie spuścił wody z jeziora Nieproszewo należącego do pana Gardziny. Rowem tym płynęła woda do młyna wodnego w Lisówkach. W 1423 Gardzina z Brzozy toczył spór z Piotrem z Radwankowa o część Nieproszewa. W 1435 Wawrzyniec, Jan i Wojciech bracia niedzielni, synowie zmarłego Gardziny z Brzozy sprzedali Trojanowi z Łekna w powiecie kcyńskim, sędziemu kaliskiemu swoje części po matce i babce w Chodzieży i Czeszewie koło Chodzieży za 50 grzywien .
W latach 1441-1442 odnotowani zostali Gardzinowie Niepruszewscy herbu Łodzia z Nieproszewa i Brzozy. W 1443 kmiotka Tomina z Brzozy nagania szlachectwo Przecława niegdyś Lubiekowskiego. W 1447 Wawrzyniec, Jan i Wojciech bracia niedzielni zapisali księdzu Michałowi z Kuczkowa altaryście katedry poznańskiej 3 grzywny czynszu rocznego od sumy 36 grzywien na Brzozie i Nieproszewie. W 1445 Dobrogost z Szamotuł dopuścił Jana i Wawrzyńca dziedziców z Brzozy do 1/4 prawa patronatu kościoła parafialnego w Nieproszewie. W 1450 Jan z Brzozy pleban w Chojnicy odstąpił braciom Wojciechowi i Wawrzyńcowi części po ojcu i matce w Brzozie i Nieproszewie. W drugiej połowie XV wieku Wawrzyniec Gardzina niegdyś Brzoski z Laskownicy Małej w powiecie kcyńskim skwitował Andrzeja Brzoskiego, brata Wincentego Procesa Brzoskiego. W latach 1457-1473 właścicielem we wsi był burgrabia kcyński Wawrzyniec Gardzina z Laskownicy w powiecie Kcynia z Brzozy.
W 1459 odnotowany został Wojciech Gardzina z Brzozy, Nieproszewa i Chojnicy. W 1465 Winc.enty Proces z Brzozy, który w 1468 był podsędkiem, w 1470 wicesędzią w Poznaniu, a 1471 wspomniany został jako osoba zmarła. W 1469 Andrzej z Brzozy altarysta in Summo Poznaniensi sprzedał bratu Wincentemu Brzoskiemu 1/3 Brzozy i 1/9 Nieproszewa za 500 grzywien. W 1469 Wincenty Brzoski sprzedał Wojciechowi z wsi Sędzino 6 grzywien czynszu rocznego na wsi Brzoza i na części wsi Nieproszewo za 72 grzywny z prawem wykupu. W 1469 Wojciech Gardzina niegdyś Brzoski sprzedał Wincentemu, Andrzejowi i Janowi braciom niedzielnym z Brzozy za 450 grzywien z prawem wykupu połowę Brzozy i część Nieproszewa, a następnie sprzedał im za 1400 grzywien całą wieś Brzoza i tę część, która mu przypada po śmierci Katarzyny, córki zmarłego Wojciecha Brzoskiego, swej bratanicy, a także trzecią część, którą ma w Nieproszewie po śmierci Katarzyny.
W 1470 Anna Laskownicka z miasta Laskownicy w powiecie kcyńskim, żona Wawrzyńca Gardziny toczyła proces z Wincentym Brzoskim. W 1472 odnotowano braci Andrzeja i Jana z Brzozy. W 1473 Wawrz. Gardzina niegdyś z Brzozy i Nieproszewa nazwany bratem herbowym i krewnym wojewody Łukasza z Górki. W 1475 Andrzej Brzoski zrzekł się altarii w katedrze poznańskiej. W 1487 ponownie wspomniany został Andrzej Brzoski stryj Małgorzaty córki zmarłego Macieja Nosalewskiego. W 1488 Jan, Jakub, Maciej i Mikołaj bracia niedzielni z wsi Sędzino sprzedali za 72 grzywny Piotrowi Trzcieńskiemu z Trzcianki w parafii Brody 6 grzywien czynszu rocznego na wsiach Brzoza i Nieproszewo, zakupionych za 72 grzywien od Wincentego Brzoskiego z prawem.
W 1489 Andrzej Brzoski sprzedał Brzozę i 1/3 Nieproszewa za 1000 grzywien Urielowi Górce biskupowi poznańskiemu oraz jego bratankowi Łukaszowi Górce, którzy współdzielili te majętności na zasadzie niedziału. W 1489 Uriel biskup poznański w imieniu własnym oraz jako opiekun bratanka Łukasza Górki dał Andrzejowi Brzeskiemu 1/6 wsi Radwaniec w powiecie koneckim i 600 grzywien w zamian za Brzozę i 1/3 Nieproszewa. W 1493 odnotowany został Andrzej Brzoski wuj Jana, Wojciecha, Tomasza i Wincentego braci z Bojanic. W 1494 Uriel biskup poznański nabył na osobistą własność Brzozę oraz Nieproszewo.
1510 dziesięcinę z folwarku płacono dla miejscowego plebana. Około 1580 Łukasz Górka wojewoda łęczycki nadał plebanii w Nieproszewie między innymi wolny wrąb w lesie brzoskim. W 1512 król polski Zygmunt I Stary pozwolił, aby Łukasz Górka kasztelan poznański i starosta wielkopolski zapisał w dożywocie swojej żonie Katarzynie z Szamotuł swe dobra dziedziczne, a w tym między innymi Dupiewo obecnie Dopiewo, Dupiewiec obecnie Dopiewiec, Brzozę i Nieproszewo. W 1513 Andrzej i Marcin Chmielowie z Brzozy, Wojciech Chmiel z Buku i Agnieszka z Zegowa byli patronami altarii św. Mikołaja, Grzegorza, Agnieszki, Barbary i Praksedy w katedrze poznańskiej.
Miejscowość odnotowały również historyczne rejestry podatkowe. W 1499 Brzozę odnotowano w wykazie zaległości podatkowych. W 1508 wieś zapłaciła wiardunki wojenne. W  1510 wieś należała do starosty gnieźnieńskiego Łukasza Górki. Było w niej 18 łanów i folwark. W 1563 miał miejsce pobór we wsi z 9 łanów, karczmy oraz od jednego zagrodnika. W 1577 wieś należała do kasztelana poznańskiego. W 1580 pobrano podatki ze wsi od  7,5 łana, dwóch zagrodników, jednego komorników, 60 owiec, jednego pasterza, karczmy na 1/4 łana oraz od kolonisty (łac „colonus”) najemnego robotnika od pługa.

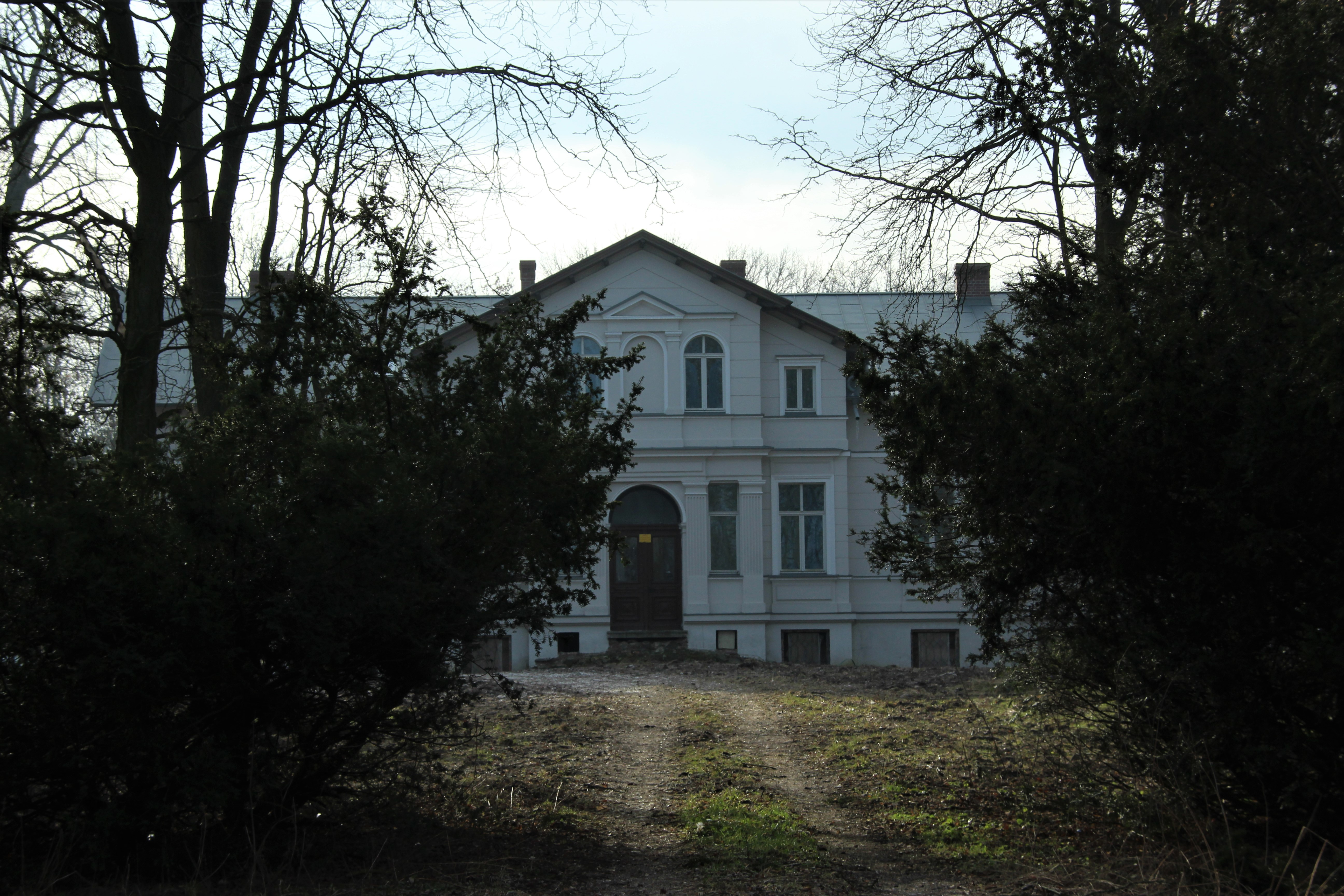
Dwór w Brzozie

Wskutek II rozbioru Polski w 1793, miejscowość przeszła pod władanie Prus i jak cała Wielkopolska znalazła się w zaborze pruskim. W 1846 r. należała do Leona Żerońskiego. 

## Zabytki
- W południowej części wsi znajduje się zespół dworski, składający się z dworu z początku XX w. oraz pozostałości parku o pow. 3,5 ha; w nim rośnie lipa pięciokonarowa o obw. 450 cm i druga - 345 cm.

- Przy wejściu do parku stoi niewielka kapliczka Matki Bożej z Dzieciątkiem z 1874 r.

- Wśród zabudowań gospodarskich znajdują się trzy owczarnie z lat 1880-1900[7].